# Довге відлуння в горах
«Довге відлуння в горах» — радянський двосерійний телефільм 1985 року, знятий режисером Гіясом Шермухамедовим на кіностудії «Узбекфільм».

## Сюжет
За мотивами повісті Є. Березікова «Не бійся кобри». У рідний кишлак приїжджає Бахрам Халілов — молодий вчений гідролог, автор проекту водосховища. Йому доводиться долати не лише виробничі труднощі, але й опір односельців, які не можуть змиритися з думкою, що рідне селище буде затоплено.

## У ролях
- Карім Мірхадієв — Халілов
- Тамара Яндієва — Каріма
- Ульмас Аліходжаєв — Еркін
- Баходир Юлдашев — Умаркул
- Санат Діванов — Ташматов
- Геннадій Юхтін — Баскаков
- Набі Рахімов — Мустакім-ата
- Хамза Умаров — Шаріф-бобо
- Турсуной Джафарова — Хосіят-апа
- Роза Ісмаїлова — Румія
- Максуд Мансуров — Юлдашев, комісар
- Максуд Атабаєв — епізод
- Шаріф Кабулов — епізод
- Бехзод Хамраєв — епізод
- Бахрам Матчанов — епізод
- Фархад Хайдаров — епізод
- Вахід Кадиров — епізод
- Фархад Амінов — епізод
- С. Чернова — епізод
- Учкун Рахманов — епізод
- Азамат Іргашев — епізод
- М. Санаєва — епізод
- Закір Мумінов — епізод
- Наргіза Ходжиханова — епізод
- Максуд Мукімов — епізод
- Машраб Кімсанов — епізод
- І. Шермухамедов — епізод
- Ергаш Нормуродов — епізод
- Шухрат Іргашев — епізод
- Марина Казакова — епізод
- Тамара Павлова — епізод
- Сергій Кузнецов — епізод

## Знімальна група
- Режисер — Гіяс Шермухамедов
- Сценарист — Дмитро Васіліу
- Оператор — Тимур Каюмов
- Композитор — Руміль Вільданов
- Художник — Нізом Нурітдінов